# Red Lights
Red Lights (en México, Poderes ocultos; en el resto de Hispanoamérica y en España, Luces rojas)  es una película hispanocanadiense de suspense y horror de 2012 escrita y dirigida por Rodrigo Cortés, protagonizada por Cillian Murphy, Sigourney Weaver, Robert De Niro, Elizabeth Olsen, Toby Jones y Leonardo Sbaraglia. Fue estrenada el 2 de marzo de 2012 en España. La película trata sobre fenómenos paranormales y las cualidades extraordinarias que podría poseer una persona, como la telequinesis.
Algunas localizaciones son en Barcelona, podemos ver el teatro Tívoli, el teatro L'Aliança del Poblenou o la facultad de Ciencias Empresariales de la Universidad de Barcelona.

## Argumento
Tomas Buckley (Murphy), un físico que trabaja en una universidad, y Margaret Matheson (Weaver), su compañera (también imparte clases en la universidad), investigan fraudes paranormales. 
Aunque son muchas las ocasiones en las que los llaman pidiendo sus servicios, todas resultan ser falsas y ninguna supone un reto para ellos. Es entonces cuando Simon Silver (De Niro), un hombre ciego con grandes habilidades mentales, vuelve a actuar tras treinta años desaparecido del mundo del espectáculo. Tom cree que deberían investigarle, a lo que Margaret se opone rotundamente. No obstante, Tom decide investigar a Simon por su cuenta y va a una de sus funciones. Lamentablemente, Simon le descubre y el plan de Tom se va al garete. 
Instantes después, Tom vuelve a la universidad, malherido, y encuentra a Margaret al borde de la muerte. Es trasladada al hospital y mientras permanece allí, Tom continúa dando clases. Finalmente, Margaret muere y Tom decide continuar investigando a Simon. En los días siguientes a la muerte de Margaret, extraños sucesos paranormales rodean a Tom, este los atribuye a Simon. 
Un equipo de científicos de la universidad en la que Tom da clases está preparando unos experimentos para comprobar si los poderes de Simon son ciertos. Tom, tras una acalorada discusión con el científico jefe, pasa a formar parte del equipo científico como observador. 
Tras una serie de pruebas que duran en total siete horas, se declara que Simon no es un fraude y que todo lo que dice es cierto. Tom, en desacuerdo, llama a un alumno suyo para que repase las grabaciones porque está seguro de que hay algo que se le escapa. Mientras su alumno comprueba las grabaciones, Tom asiste al que será el último espectáculo de Simon Silver. 
En la actuación, Simon comienza a levitar en el aire entre aplausos del público. Cuando vuelve al escenario, termina la primera parte.
Tom se retira al servicio durante el descanso y acaba quedándose solo hasta que otro hombre entra silbando. Tom se lava las manos y cuando se mira en el espejo, el hombre que acaba de entrar le mira desde su espalda, negando con la cabeza. 
Acto seguido, ambos pelean y Tom sale muy mal parado. 
Mientras eso sucede, el alumno y la novia de Tom (que acaba de llegar) continúan repasando las cintas y llegan a una conclusión: Simon Silver no es ciego, algo con lo que nadie había contado, y por lo tanto, es un fraude.
Pero Tom también se percata de ello y logra llegar al teatro, interrumpiendo la segunda parte y acusando a Simon de ser un fraude. 
Un hombre del público que está de pie y con el brazo extendido les interrumpe y dice que le duele el brazo y que no puede bajarlo porque Simon lo controla.
Tom le dice que no es cierto y, ante el asombro de todo el mundo, logra bajar el brazo y sentarse. Es entonces cuando la credibilidad de Simon comienza a irse a pique.
La discusión continúa y el teatro comienza a venirse abajo, aparentemente por culpa de Simon. Pero finalmente, todo queda en calma y prácticamente a oscuras. Las gafas de sol que Simon llevaba yacen en el escenario, tras él. Tom saca una moneda y dice que Simon es un fraude. Este le pregunta "¿Cómo lo has hecho?". Entonces, Tom lanza la moneda hacia Simon y este la coge en el aire, revelando la verdad sobre que en realidad no es ciego. Al final, Tom habla con voz en off, explicando que se unió a Margaret para lograr encontrar a alguien como él que lo ayude a entenderse. En el final de su discurso da a entender que él es el que siempre ha tenido un poder mental y que de alguna manera Margaret lo sabía. En la escena final Tom sale del hospital y se queda parado bajo la lluvia, pero cuando se mira la mano, la lluvia cesa ante su atónita mirada; jugando de esta manera con el espectador a modo de confirmación de su poder.

## Reparto principal
- Cillian Murphy: Tom Buckley.
- Sigourney Weaver: Margaret Matheson.
- Robert De Niro: Simon Silver de mayor.
  - Eugenio Mira: Simon Silver de joven.
- Joely Richardson: Monica Handsen.
- Elizabeth Olsen: Sally Owen.
- Craig Roberts: Ben.
- Toby Jones: el Dr. Paul Shackleton.
- Burn Gorman: Benedict Cosell.
- Leonardo Sbaraglia: Leonardo "Leo" Palladino.
- Karen David: Dana.

## Antecedentes
Esta película tiene una gran similitud con la vida del escéptico James Randi. La película es una dramatización de sus investigaciones registradas en el libro Fraudes paranormales (1980), en inglés Flim-Flam! donde el psíquico Silver es la encarnación de Uri Geller.
Cabe mencionar que el diálogo de la esposa de Leonardo Paladino hacia el propio Paladino "Leo, ¿me oyes? Leo, si no me oyes, ¡tienes un problema! (en español)" es prácticamente el mismo que el grabado por James Randi para desenmascarar a Peter Popoff.